# Rupi Kaur

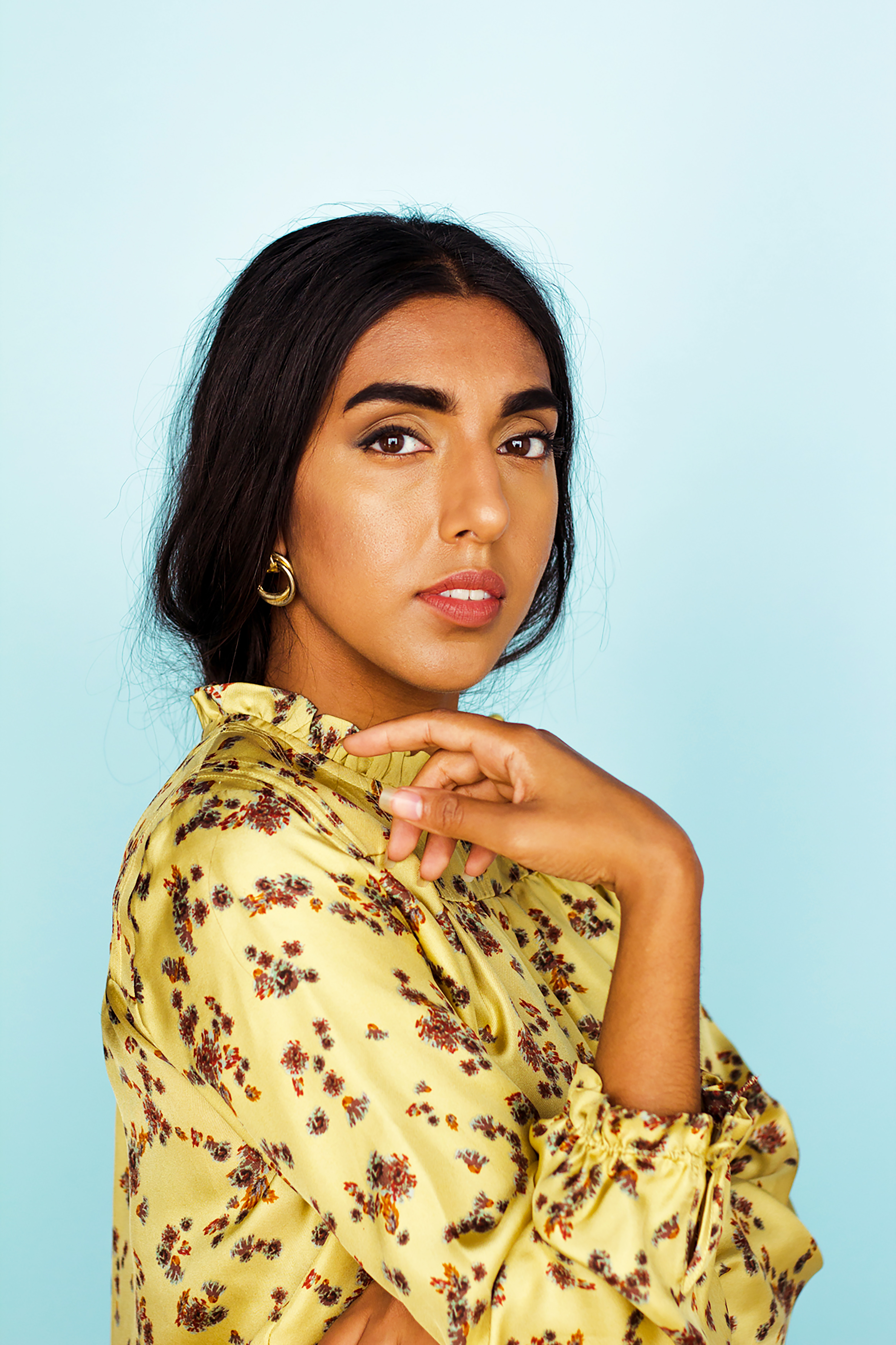
Rupi Kaur (2016)

Rupi Kaur, Panjabi ਰੂਪੀ ਕੌਰ, (geboren 4. Oktober 1992 in Punjab) ist eine indisch-kanadische Schriftstellerin.

## Leben
Rupi Kaurs Eltern gehören zur Volksgruppe der Sikh in Indien. Die Familie emigrierte 1996 nach Kanada, wo Kaur in Toronto aufwuchs und die englische Sprache erlernte. Kaur besuchte die Turner Fenton Secondary School in Brampton und studierte danach Rhetorik und Professionelles Schreiben an der University of Waterloo.
Ihr erstes Buch milk and honey ist eine Anthologie aus eigener Lyrik, Prosa und eigenen Illustrationen. Es erschien 2014 im Selbstverlag und wurde 2015 ins Programm des Verlags Andrews McMeel Publishing aufgenommen. Das Buch wurde 3,5 Millionen Mal verkauft und stand über ein Jahr auf der New York Times Best Seller list. Auch mit ihrem zweiten Buch the sun and her flowers konnte sie 2017 an diese Erfolge anschließen.

## Karriere
Während ihrer Schulzeit veröffentlichte Kaur ihre Werke anonym. Erst 2013 begann sie, Arbeiten unter ihren Namen auf der Plattform Tumblr zu teilen. Ein Jahr später wechselte sie auf Instagram, wo sie ihre Texte mit schlichten Zeichnungen illustrierte. Rupi Kaur und andere Dichterinnen wie Amanda Lovelace, Yrsa Daley-Ward, Lang Leav, Nayyirah Waheed oder Warsan Shire, die sich dieser Plattform bedienen, werden daher auch Instapoets genannt. 2015 erregte Kaur dort Aufmerksamkeit durch die Veröffentlichung des Fotos einer voll bekleideten menstruierenden Frau: auf dem Bett liegend mit Blut auf der Hose und auf dem Laken. Instagram löschte das Bild – und brachte damit das Netz gegen sich auf. Tausende Menschen teilten den Post und zeigten eigene Periodenbilder, Instagram entschuldigte sich schließlich. Obwohl der Vorfall erheblich zu ihrer Bekanntheit und ihren Millionen Followern beitrug, bereut Kaur die Aktion heute wegen all des Hasses, der ihr deshalb entgegenschlug.
Rupi Kaurs Gedichte umfassen ein breites thematisches Spektrum von Freundschaft und Liebeskummer bis Migration, Gewalt und Trauma. Rupi Kaurs Texte sind ausschließlich in Kleinschreibung verfasst. Kaur schätzt dabei insbesondere, dass alle Buchstaben gleich behandelt werden, weil dies auch ihrer Weltsicht entspricht. Ihre Texte sind kurz, leicht verständlich und zugänglich, die Zeichnungen dienen dazu, die Botschaft ihrer Wörter zu verstärken. Ihren Schreibstil entwickelte sie aufgrund ihrer eigenen Erfahrungen und des oft schwierigen Zugangs zu englischsprachiger Lyrik für Nichtmuttersprachler.
Diese Einfachheit und Direktheit ihrer Sprache sowie der Kontext der sozialen Medien, in denen ihr Werk Verbreitung findet, stehen auch im Mittelpunkt der Kritik an Kaurs Arbeit: Traditionellere Dichter des literarischen Establishments wie Rebecca Watts kritisieren diese „Kultur der noblen Amateure“ im Internet, durch die Lyrik – die eigentliche eine hohe Kunst sein sollte – zu leicht verdaulichen, kurzlebigen und seichten Kurznachrichten degeneriere. Andere Kritiker lesen in Rupi Kaurs Werk auch kollektive Erfahrungen südasiatischer Frauen im Kontext von Kolonialismus und Patriarchat und sprechen Kaur, die selbst in privilegierten westlichen Verhältnissen aufgewachsen ist, das Recht ab, diese Perspektive in ihrem Werk zu repräsentieren. Ihre Unterstützer hingegen schätzen ihre authentische Sprache, die es ihr ermögliche, über soziale Medien ein globales Publikum direkt zu erreichen. Kaur bringe, wie viele der anderen Instapoets, Diversität in den ansonsten hauptsächlich von weißen Menschen dominierten Markt für Lyrik. Für ihre anhaltende Beliebtheit sprechen auch die Verkaufszahlen: Rupi Kaurs Bücher wurden in 40 Sprachen übersetzt, und milk and honey hat mit über 3,5 Millionen verkauften Exemplaren bereits vor einiger Zeit Homers Odyssee als bestverkauften Text in Versen abgelöst.

## Politische Einstellungen
Im Oktober 2024 gehörte Kaur zu den Unterzeichnern eines Aufrufs zum Boykott israelischer Kulturinstitutionen, „die an der überwältigenden Unterdrückung der Palästinenser mitschuldig sind oder diese stillschweigend beobachtet haben“.

## Werke
- milk and honey. 2014
  - Milk and honey. Milch und Honig. Übersetzung Frieda Ellman. München: Lago, 2017 ISBN 978-3-95761-173-4
- the sun and her flowers. 2017
  - Die Blüten der Sonne: poetry. Übersetzung Anna Julia und Christina Strüh. Frankfurt am Main: Fischer, 2018 ISBN 978-3-7336-5123-7
- home body. 2020
  - home body: zu hause in mir. Übersetzung von Anna Julia und Christina Strüh. Frankfurt am Main: Fischer, 2020 ISBN 978-3-7335-5013-4
- Healing Through Words. 2022